# Vistabella del Maestrat (kommun)
Vistabella del Maestrazgo är en kommun i Spanien.   Den ligger i provinsen Província de Castelló och regionen Valencia, i den östra delen av landet, 290 km öster om huvudstaden Madrid. Antalet invånare är 419.